# Aspasia psittacina
Aspasia psittacina là một loài thực vật có hoa trong họ Lan. Loài này được (Rchb.f.) Rchb.f. mô tả khoa học đầu tiên năm 1878.

## Hình ảnh

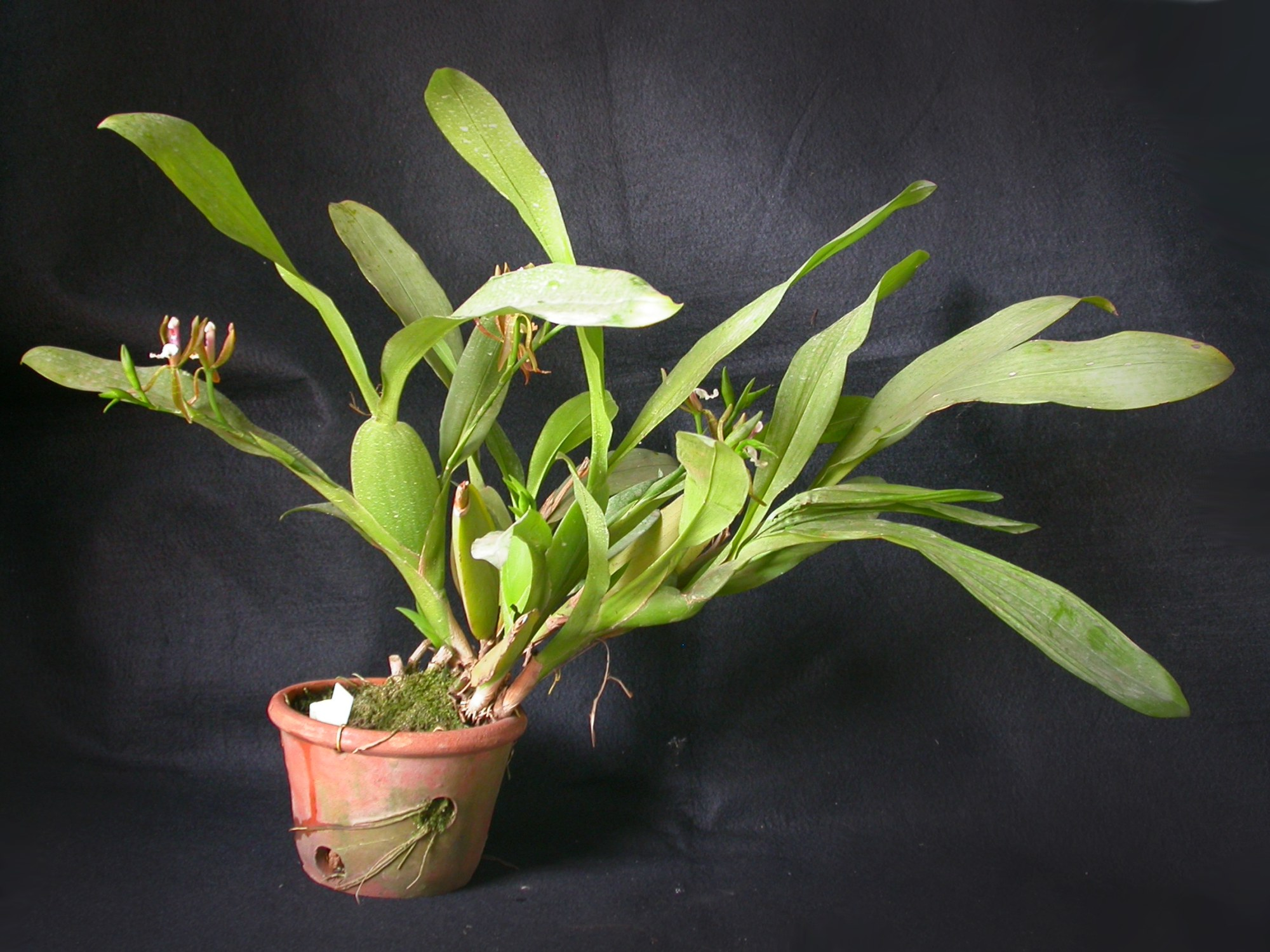